# Parabole semi-cubique

Parabole semi-cubique pour divers a.

En mathématiques, une cubique cuspidale, parabole semi-cubique ou parabole de Neile est une courbe plane algébrique qui a une équation implicite de la forme
{\displaystyle y^{2}-a^{2}x^{3}=0}
(avec a ≠ 0) dans un système de coordonnées cartésiennes.
La résolution en {\textstyle y} conduit à la forme explicite
{\displaystyle y=\pm ax^{\frac {3}{2}},}
ce qui implique que tout point réel vérifie x ≥ 0. L'exposant explique le terme parabole semi-cubique (une parabole peut être décrite par l'équation {\textstyle y=ax^{2}}).
La résolution de l'équation implicite pour {\textstyle x} donne une deuxième forme explicite
{\displaystyle x=\left({\frac {y}{a}}\right)^{\frac {2}{3}}.}
L'équation paramétrique
{\displaystyle \quad x=t^{2},\quad y=at^{3}}
peut également être déduit de l'équation implicite en posant {\textstyle t={\frac {y}{ax}}.}
Les paraboles semi-cubiques ont un point de rebroussement, d'où le nom de cubique cuspidale (de l'anglais cusp).
La longueur de l'arc de la courbe a été calculée par le mathématicien William Neile et publiée en 1657.

## Propriétés des paraboles semi-cubiques

### Similarité
Toute parabole semi-cubique (t2 , at3) est similaire à la parabole unitaire semi-cubique (u2 , u3).
Preuve : la similarité {\displaystyle (x,y)\rightarrow (a^{2}x,a^{2}y)} (mise à l'échelle uniforme) cartographie la parabole semi-cubique {\displaystyle (t^{2},at^{3})} sur la courbe {\displaystyle ((at)^{2},(at)^{3})=(u^{2},u^{3})} avec u = at.

### Singularité
La représentation paramétrique (t2 , at3) est régulière sauf au point (0 ; 0), où la courbe a une singularité (point de rebroussement). On le voit en remarquant que le vecteur tangent (2t , 3t2) est nul en t = 0.

Tangente d'une parabole semi-cubique

### Tangentes
Par différenciation de la parabole semi-cubique unitaire {\displaystyle y=\pm x^{\frac {3}{2}}} on obtient au point {\displaystyle (x_{0},y_{0})} de la branche supérieure l'équation de la tangente :
{\displaystyle y={\frac {\sqrt {x_{0}}}{2}}\left(3x-x_{0}\right).}
Cette tangente coupe la branche inférieure exactement en un autre point de coordonnées 
{\displaystyle \left({\frac {x_{0}}{4}},-{\frac {y_{0}}{8}}\right).}
Pour prouver cette affirmation, il faut utiliser le fait que la tangente rencontre la courbe deux fois en {\displaystyle (x_{0},y_{0})}.

### Longueur de l'arc
Pour déterminer la longueur d'arc d'une courbe {\displaystyle (x(t),y(t))}, il faut calculer l'intégrale {\displaystyle \int {\sqrt {x'(t)^{2}+y'(t)^{2}}}\;\mathrm {d} t}. Pour la parabole semi-cubique {\displaystyle (t^{2},at^{3}),\;0\leq t\leq b}, on obtient
{\displaystyle \int _{0}^{b}{\sqrt {x'(t)^{2}+y'(t)^{2}}}\;\mathrm {d} t=\int _{0}^{b}t{\sqrt {4+9a^{2}t^{2}}}\;\mathrm {d} t=\cdots =\left[{\frac {1}{27a^{2}}}\left(4+9a^{2}t^{2}\right)^{\frac {3}{2}}\right]_{0}^{b}\;.}
qui peut être résolue par le changement de variables {\displaystyle u=4+9a^{2}t^{2}}.
Exemple : Pour a = 1 (parabole semi-cubique unitaire) et b = 2, c'est-à-dire la longueur de l'arc entre l'origine et le point (4 ; 8), on obtient une longueur d'arc de 9,073.

### Développée de la parabole unitaire
La développée de la parabole (t2 ; t) est une parabole semi-cubique décalée de 1/2 le long de l'axe x : 
{\displaystyle \left({\frac {1}{2}}+t^{2},{\frac {4}{{\sqrt {3}}^{3}}}t^{3}\right).}

### Coordonnées polaires

Relation entre une parabole semi-cubique et une fonction cubique (vert)

Pour obtenir la représentation de la parabole semi-cubique (t2 ; at3) en coordonnées polaires, on détermine le point d'intersection de la droite {\displaystyle y=mx} avec la courbe. Pour {\displaystyle m\neq 0} il y a un point différent de l'origine : {\textstyle \left({\frac {m^{2}}{a^{2}}},{\frac {m^{3}}{a^{2}}}\right)}. Ce point a une distance {\textstyle {\frac {m^{2}}{a^{2}}}{\sqrt {1+m^{2}}}} depuis l'origine. Avec {\displaystyle m=\tan \varphi } et {\displaystyle \sec ^{2}\varphi =1+\tan ^{2}\varphi } (par les identités trigonométriques) on obtient
{\displaystyle r=\left({\frac {\tan \varphi }{a}}\right)^{2}\sec \varphi \;,\quad -{\frac {\pi }{2}}<\varphi <{\frac {\pi }{2}}.}

### Relation entre une parabole semi-cubique et une fonction cubique
Projeter la parabole semi-cubique (t2 ; t3) par l'application {\textstyle (x,y)\rightarrow \left({\frac {x}{y}},{\frac {1}{y}}\right)} donne {\textstyle \left({\frac {1}{t}},{\frac {1}{t^{3}}}\right)}, d'où la fonction cubique y = x3. La pointe (origine) de la parabole semi-cubique est échangée avec le point à l'infini de l'axe des ordonnées.
Cette propriété peut également être dérivée si l'on représente la parabole semi-cubique par des coordonnées homogènes : Dans l'équation (A) le changement de variables {\displaystyle x={\tfrac {x_{1}}{x_{3}}},\;y={\tfrac {x_{2}}{x_{3}}}} (la droite à l'infini a pour équation {\displaystyle x_{3}=0}) et la multiplication par {\displaystyle x_{3}^{3}} est effectuée. On obtient l'équation de la courbe en coordonnées homogènes : {\displaystyle x_{3}x_{2}^{2}-x_{1}^{3}=0}.
Choisir la ligne {\displaystyle x_{\color {red}2}=0} comme ligne à l'infini et introduire {\displaystyle x={\tfrac {x_{1}}{x_{2}}},\;y={\tfrac {x_{3}}{x_{2}}}} donne la courbe (affinée) y = x3.

### Courbe isochrone
Une propriété déterminante supplémentaire de la parabole semi-cubique est qu'il s'agit d'une courbe isochrone, ce qui signifie qu'une particule suivant sa trajectoire tout en étant attirée vers le bas par la gravité parcourt des intervalles verticaux égaux dans des périodes de temps égales. De cette façon, il est lié à la courbe tautochrone, pour laquelle les particules à différents points de départ mettent toujours le même temps pour atteindre le fond, et à la courbe brachistochrone, la courbe qui minimise le temps qu'il faut à une particule tombante pour se déplacer de son début à sa fin.

## Histoire
La parabole semi-cubique a été découverte en 1657 par William Neile qui a calculé sa longueur d'arc. Bien que les longueurs de certaines autres courbes non algébriques, y compris la spirale logarithmique et la cycloïde, aient déjà été calculées (c'est-à-dire que ces courbes ont été rectifiées), la parabole semi-cubique était la première courbe algébrique (à l'exclusion de la ligne et du cercle) à être rectifiée.